# Chicago Children's Museum
O Chicago Children's Museum é um museu localizado no Navy Pier, em Chicago, Illinois. Foi fundada em 1982 pela The Junior League of Chicago que estava respondendo aos cortes de programação nas Escolas Públicas de Chicago. Originalmente alojado em dois corredores da Biblioteca Pública de Chicago, ele logo começou a oferecer shows de troncos e exposições itinerantes em resposta a multidões de capacidade no local. 
O museu mudou várias vezes ao longo dos seus primeiros anos de existência enquanto continuava a procurar um lar permanente. Em 1995, o Museu achou que encontrou aquele lar quando reabriu como inquilino âncora no Navy Pier, no Lago Michigan. A nova instalação oferece 5,300 m² (57.000 sq ft) de espaço expositivo e incluiu três andares de exposições educacionais, programas públicos e eventos especiais. Ao mudar para o Cais, a expansão o tornou o quarto maior museu infantil nos Estados Unidos. O museu atende a mais de 650 mil pessoas, tanto na localização do Navy Pier quanto nas comunidades dentro e ao redor de Chicago, todos os anos. Enquanto o Museu tem uma taxa de admissão, atualmente oferece entrada gratuita para crianças abaixo de 16 anos de cada quinta-feira das 17:00 hrs às 8 hrs e todo o dia no primeiro domingo de cada mês.

## Localização
O espaço do Navy Pier serviu bem o museu há mais de uma década, mas em 2006, o Museu anunciou planos para se expandir e se mudar para outro local no Daley Bicentennial Plaza no Grant Park que dobraria o seu espaço de exposição e permitir para um maior acesso comunitário. Apesar de um forte apoio da comunidade, especialmente do prefeito Richard M. Daley, a proposta encontrou-se com alguma resistência de outros que temiam que o movimento do museu invadisse o espaço aberto de Grant Park  e criasse um precedente para outras organizações mudando-se para o parque.
A nova instalação que foi proposta para o Grant Park foi projetada pela empresa de arquitetura de Krueck e Sexton Architects, que projetou o Spertus Museum na Michigan Avenue.
No início de 2011, os funcionários do museu confirmaram seu compromisso com o plano, mas não anunciaram novos desenvolvimentos. Os esforços de arrecadação de fundos ficaram em atraso, enquanto os custos para o projeto aumentaram para cerca de US$ 150 milhões. Crain's Chicago Business citou funcionários do parque sem nome que disseram que o museu provavelmente permanecerá em sua localização atual. Ao mesmo tempo, o Chicago Park District também adjudicou contratos para começar a reparar na garagem sob o Daley Bicentennial Plaza. Em 25 de outubro de 2011, o Chicago Park District apresentou um plano de renovação para a área nordeste do Grant Park que não incluiu o museu. Quando perguntado sobre o museu, o diretor de planejamento e desenvolvimento do distrito do parque respondeu: "Bem, eles não estão chegando ao Grant Park". 
No final de 2012, o museu anunciou que concordou com um novo contrato de 90 anos com o Navy Pier. O acordo inclui uma expansão da presença do museu no Pier por quase 50% (5.000 sq ft a 84.000 sq ft). Os detalhes da expansão deveriam ser anunciados em 2013.